# Decken (Familienname)
Decken ist ein deutscher Familienname.

## Namensträger
- Adolf von der Decken (1807–1886), deutscher Majoratsherr, Legations- und Kammerrat
- Anna-Elisabeth von der Decken (* 1962), deutsche Politikerin, MdHB, siehe Anna-Elisabeth von Treuenfels-Frowein
- Arnold von der Decken (1779–1856), deutscher Generalmajor der Infanterie
- Auguste von der Decken (Pseudonym Auguste von der Elbe; 1827–1908), deutsche Schriftstellerin
- Burghard von der Decken (1884–1969), deutscher Legationsrat und Reichsbeauftragter für Mineralöl
- Claus von der Decken (Politiker, 1460) (1460–1541), deutscher Politiker, Bürgermeister von Stade
- Claus von der Decken (Politiker, 1742) (auch Klaus von der Decken; 1742–1826), deutscher Politiker
- Claus Benedict von der Decken (auch Claus–Benedict von der Decken; 1927–2016), deutscher Physiker und Hochschullehrer
- Claus Otto Benedix von der Decken (auch Claus Otto Benedickt von der Decken; um 1758–1841), deutscher Jurist und Verwaltungsbeamter
- Eberhard von der Decken (1812–1871), deutscher Generalmajor
- Ernst von der Decken (1894–1958), deutscher Journalist und Schriftsteller
- Felix Decken (1864–1928), deutscher Schauspieler, Opernsänger (Tenor) und Theaterregisseur
- Friedrich von der Decken (Diplomat) (1769–1840), deutscher Generalfeldzeugmeister und Diplomat
- Friedrich von der Decken (Verwaltungsjurist) (1777–1840), deutscher Landrat
- Friedrich von der Decken (Politiker, 1791) (1791–1861), deutscher Gutsbesitzer und Politiker, MdL Mecklenburg
- Friedrich von der Decken (Politiker, 1802) (1802–1881), deutscher Gutsbesitzer und Politiker, MdL Preußen
- Friedrich von der Decken (Generalmajor) (1824–1889), preußischer Generalmajor
- Friedrich von der Decken (Generalleutnant) (1860–1929), sächsischer Generalmajor
- Georg von der Decken (Politiker) (1836–1898), deutscher Gutsbesitzer und Politiker (DHP)
- Georg von der Decken (General) (1787–1859), deutscher General der Kavallerie
- George von der Decken (1898–1945), deutscher Offizier
- Gideon von der Decken (1828–1892), deutscher Generalleutnant
- Gustav von der Decken (1861–1931), deutscher Generalleutnant
- Hans Burchard Otto von der Decken (1769–1838), Geheimrat und Landdrost in Oldenburg, Aurich und Lüneburg
- Hieronymus von der Decken (Offizier) (1781–1845), deutscher Generalleutnant
- Hieronymus von der Decken (Jurist) (1827–1911), deutscher Jurist und Richter
- Johanna von der Decken (1786–1860), deutsche Stifterin, siehe Johanna von Wangenheim
- Julius von der Decken (1827–1867), deutscher Gutsbesitzer
- Karl von der Decken (1855–1935), deutscher Generalleutnant
- Karl Klaus von der Decken (1833–1865), deutscher Entdecker und Afrikareisender
- Kerstin von der Decken (* 1968), deutsche Juristin, Professorin für Völker- und Europarecht
- Klaus von der Decken (1742–1826), deutscher Politiker, siehe Claus von der Decken (Politiker, 1742)
- Leopold von der Decken (1895–1947), britisch-amerikanischer Maler, Bildhauer und Karikaturist deutscher Herkunft, siehe John Decker
- Marcell von der Decken (1784–1809), deutscher Domherr
- Margret von der Decken (1886–1965), deutsche Politikerin (CDU), Mitglied der Stadtverordnetenversammlung von Groß-Berlin
- Melchior von der Decken (1886–1953), deutscher Jurist
- Otto von der Decken (Politiker) (1839–1916), deutscher Gutsbesitzer und Politiker (DHP)
- Otto von der Decken (Generalleutnant) (1858–1937), deutscher Generalleutnant
- Thassilo von der Decken (1911–1995), deutscher Jurist
- Wilhelm von der Decken-Offen (1873–1956), deutscher Familienforscher, Gutsbesitzer, Offizier und Regionalforscher
- Wilhelm Friedrich von der Decken (1832–1918), deutscher Generalmajor